# Oktoberdruck
Oktoberdruck ist eine mittelständische Druckerei in Berlin Alt-Hohenschönhausen.
1973 im damaligen Bezirk Kreuzberg als Projekt genauer als Kollektivbetrieb gegründet, legte die Firma von Beginn an eine starke Betonung auf ihre Organisationsstruktur und orientiert sich nicht an gängigen, betriebswirtschaftlichen Vorstellungen und Kriterien: „Anders als in konventionellen Betrieben gab und gibt es bei Oktoberdruck eine gewählte hierarchische Struktur. […] Auch rechtlich gesehen befindet sich das Unternehmen fest in der Hand der Mitarbeiter.“ „Und auch der Einheitslohn ist erhalten geblieben.“
Oktoberdruck durchlief die Entwicklungen seit den 1970er Jahren bis heute (Stand: 2016) als ein im marktwirtschaftlichen Umfeld untypisches Unternehmen, dessen Mitarbeiterschaft es gelang, ursprüngliche Ideale zu bewahren und dort, wo Umstände und Erfahrungen es geboten, diese regelgerecht anzupassen.
Von 2001 bis Ende 2017 war Oktoberdruck in der Oberbaum-City beheimatet. Die Oktoberdruck AG wurde im Jahr 2017 abgewickelt und ist seitdem eine GmbH mit Sitz in Berlin Alt-Hohenschönhausen. Geschäftsführer ist Soner Karatas (Stand 2021).

## Kurzporträt

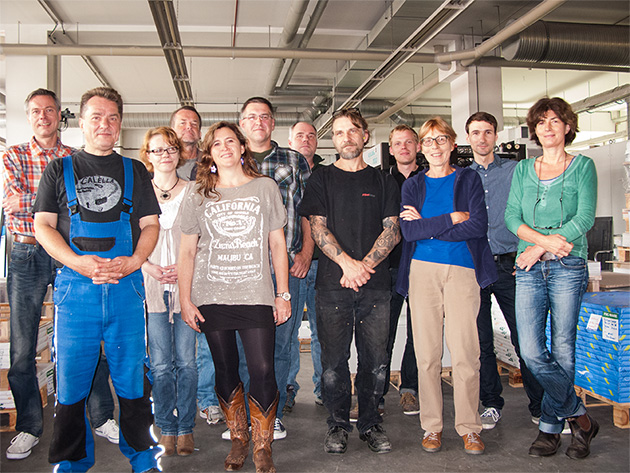
Teil der Belegschaft, 2014

Oktoberdruck ist ein Kleinunternehmen mit einer im Produktionssektor deutschlandweit einzigartigen Betriebsverfassung. Gegründet wurde es früh in der Alternativbewegung der 1970er Jahre als Kollektivbetrieb. In der ursprünglichen Konsequenz konnte die interne Struktur nicht aufrechterhalten werden – über mehrere Krisen hinweg, die regelmäßig im Zusammenhang mit Betriebserweiterungen erfolgten, wurden die Organisationsformen an innere und äußere Bedingungen angepasst. Dennoch ist es den Belegschaften gelungen, über 40 Jahre hinweg die Prinzipien mit an der Praxis orientierten Modifikationen zu erhalten.

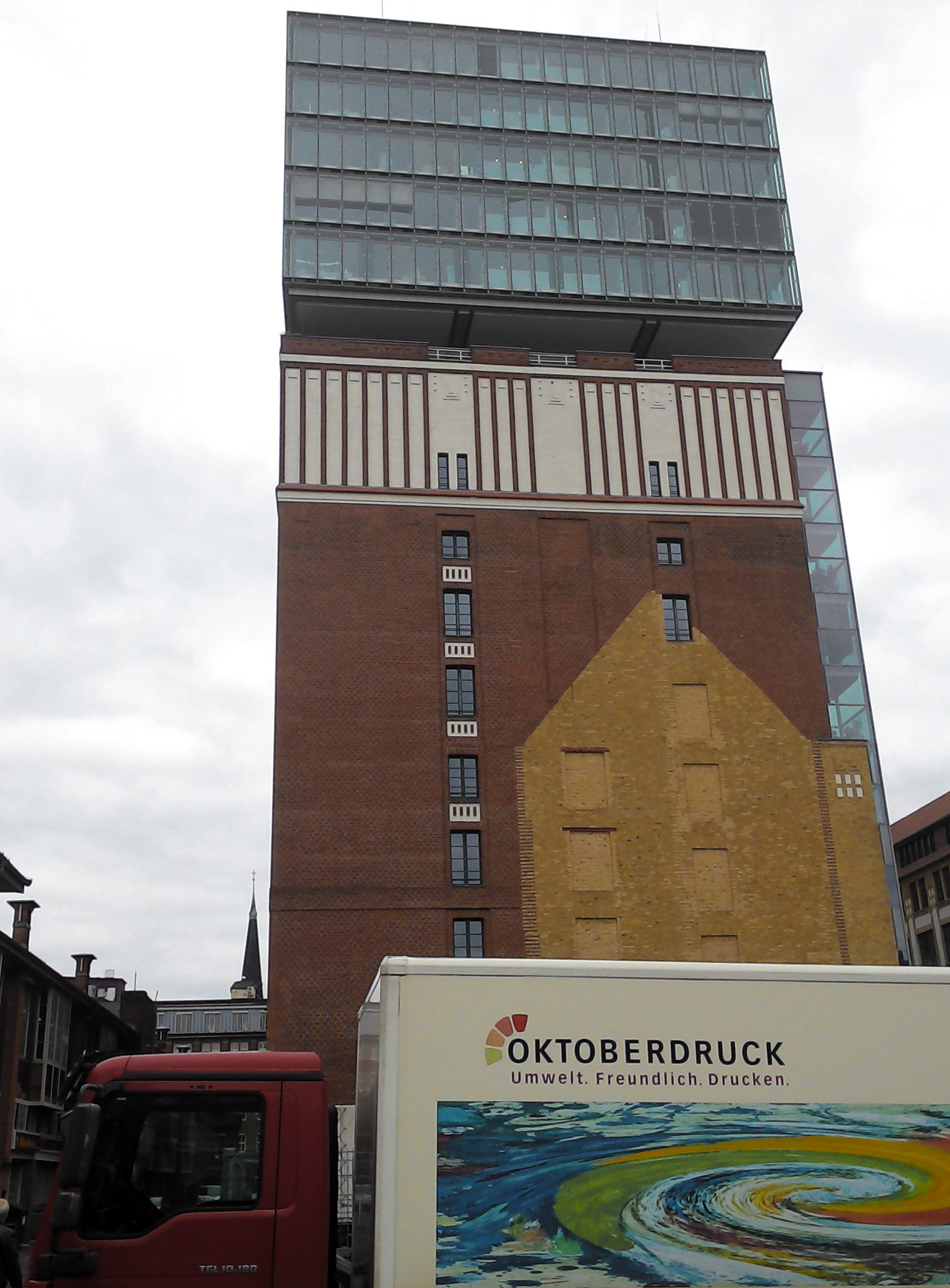
Standort Oberbaum City (Narva-Hochhaus)

Es sei „die Geschichte einer erstaunlichen Prinzipienfestigkeit: […] gleicher Lohn und gleiche Mitspracherechte für alle, dazu ein vorbildliches Umwelt-Engagement. Der Umweltbericht 2008 ist vom Institut für ökologische Wirtschaftsforschung als beste KMU-Umwelterklärung ausgezeichnet worden.“
Dies wurde auch in der eigenen Branche gewürdigt: „Daß die Berliner Druckerei als ein Unternehmen mit Weitblick und Mut für außergewöhnliche Entscheidungen gilt, zeigt sich unter anderem im intensiven Engagement für den Umweltschutz. Die ökologische Ausrichtung von Produkten sowie der Produktion stehen bei Oktoberdruck in langer Tradition. Seit 1995 verfügt Oktoberdruck als erste Druckerei in Berlin/Brandenburg über ein Umweltmanagement-System mit eingetragenem Standort nach der EU-Öko-Audit-Verordnung (EMAS).
Eine Zusammenfassung des innovativen Potentials findet sich in der Begründung zur Verleihung des Berliner Umweltpreises 2012:
„Die Oktoberdruck AG ist mit ihrer nachhaltigen Unternehmensphilosophie eine außergewöhnliche Druckerei. Die Druckerei hat sich kontinuierlich weiterentwickelt und Maßstäbe in der Druckbranche gesetzt und gehört heute zu den führenden Offsetdruckereien in Berlin.“

## Belegschaft
Zur Belegschaft zählen bei Oktoberdruck alle Mitarbeiter – von Aufsichtsrat, über Geschäftsführung, Büro und Werkstatt bis zu Praktikanten.

„Mitbestimmung muss gewollt werden und auf eine interessierte und ausreichend persönlichkeitsentwickelte Belegschaft treffen. Das trifft nicht immer zusammen. […] JedeR muss zu jeder Zeit für sich ein Verhältnis bilden und prüfen, ob es am Ende im Geben und Nehmen aufgeht.“

Doch den Krisen der Marktwirtschaft entgeht auch eine solidarische Betriebsform nicht:
„Seine größte Krise überstand Oktoberdruck, als der teure, zeitraubende Umzug in die jetzige Betriebsstätte in der Berliner Oberbaum-City zusammen mit den sowieso extrem schwierigen Bedingungen der von Preiskämpfen und hohem Rationalisierungsdruck gebeutelten Branche den Betrieb an den Rand einer Insolvenz drängte. […] Am Ende stand die Erkenntnis, dass 13 Entlassungen notwendig waren, und die Frage, wer in einem hierarchiefreien Betrieb wen entlässt. ‚Wir haben das dann auseinander dividiert: Wer hatte eine andere Ausbildung, wer hatte gerade Kinder zu erziehen, wen kann man woanders hin vermitteln mit seinen Qualifikationen? Das in diesem Spannungsfeld selbst auszuarbeiten – das war eine der schlimmsten Sachen, die einem passieren können!“ Damals noch nicht, aber später war auch Frau Fuchs-Buschbeck an der Reihe.
Martina Fuchs-Buschbeck war von 1999 bis 2014 Geschäftsführerin bei Oktoberdruck. Die Firma besaß von 2004 bis 2015 einen dreiköpfigen weiblichen Aufsichtsrat.

## Produkte (Angebot)
Der Tätigkeitsbereich umfasst die Gesamtherstellung Druckproduktion. „Zu den Stammkunden des Betriebs […] gehören Agenturen, Vereine, Verlage und die öffentliche Hand, für die neben Periodikas auch Broschüren, Faltblätter, Plakate, Bücher, Postkarten und Geschäftspapiere hergestellt werden.“ Dazu kommen Aufträge aus den Bereichen Kunst und Kultur. Spezialität sind anspruchsvolle Druckwerke auf hochwertigem, umweltverträglichem Material (auch auf Recyclingpapier). Wert wird auf Beratung und den laufenden Kundenkontakt gelegt.

## Geschichte

### Gründung
Oktoberdruck entstand in einer Phase gesellschaftlicher Aktivität, in der eine innovative Jugendgeneration – die später sogenannte „Alternativbewegung“ – begann, sich Freiräume zu erkämpfen und bereits gewonnene zu konsolidieren: Dabei wurden zahlreiche Projekte gegründet, die von Bedeutung für eine eigene, unabhängige Logistik waren, etwa in der Herstellung unzenzierbarer Druckwerke.

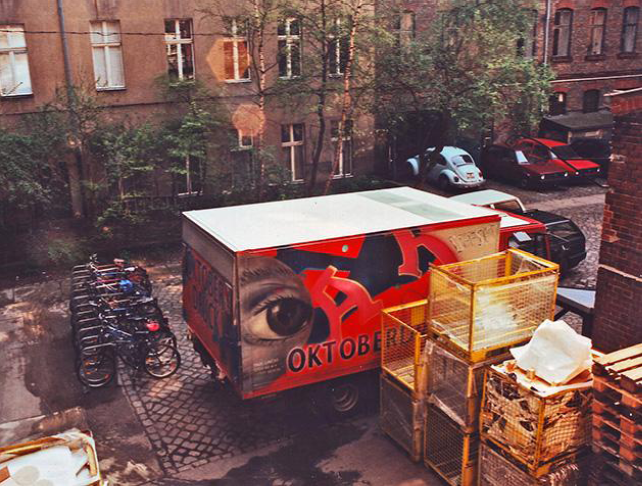
Die Druckerei am Paul-Lincke-Ufer

Die Gründer waren Constantin Bartning, Marlis Gosch (zuvor bei AGIT-Druck), die „1973 zusammen mit Dieter Melk ihre eigene Druckerei“ aufbauten. Alter der Gründer: Anfang bis Mitte Zwanzig. Heimstatt des neuen Betriebes wurden die seit längerem leerstehenden Räumlichkeiten am Paul-Lincke-Ufer 44a in Kreuzberg.
In den 1970er Jahren funktionierte das kollektive Arbeitsmodell, getragen von der Aufbruchstimmung der Bewegung und der damit wachsenden Auftragslage. Der durch den Erfolg entstehende Rationalisierungs- und Organisationsdruck führte zur ersten Zerreißprobe: Der „Übergang von der Aufbauphase zum Alltag der Konsolidierung. Die Probleme wachsen immer weiter, je größer das Kollektiv wird.“ 1978 lehnte das Kollektiv eine weitere technische Innovation – Rollenoffset – ab:

„Wir entschieden uns, nicht weiter zu wachsen, weil uns die Strukturen nicht gefestigt genug erschienen und verloren nacheinander die wichtigen Aufträge. Das Gründungskollektiv fiel auseinander [… und] der Umsatzrückgang ließ 1979 bei Oktoberdruck die Schuldenfalle zuschnappen. […] Mit dem letzten zusammengekratzten Geld wurden alle ausstehenden Löhne bezahlt.“

 Der verbliebene ‚Kern‘ der Belegschaft ignorierte die Insolvenz, mit Kunden- und Zulieferer-Unterstützung wurde die Krise gemeistert.

### Betriebsphasen
Im Jahr 1980 wurde eine GmbH auf der Basis von Mitarbeiteranteilen gegründet. Eine zweite Projekt-Gründerwelle mit erneutem hohen ‚Veröffentlichungsbedarf‘ führte in den 1980er Jahren zu einer anhaltenden Stabilisierungsphase.

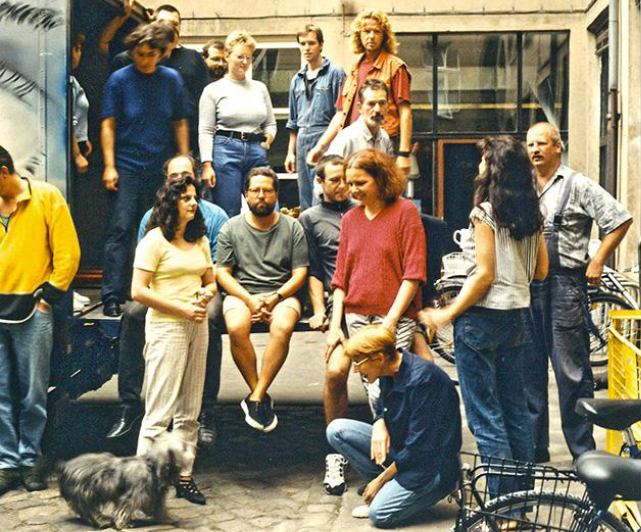
Das Kollektiv in den 1990er Jahren

Im Zusammenhang mit erneuter Expansion 1990 und zehn Jahre später nach dem Umzug geriet Oktoberdruck in Krisenlagen, die mit gesellschaftlichen Veränderungen oder technologischen Umbrüchen korrespondierten und Anpassungen von internen Strukturen und damit neue Differenzierungen der Firmenphilosophie erforderten. Da man die Grundsätze nicht aufgeben wollte, nahm man 1991 auch einmal „professionelle Hilfe“ durch die Firma Prognos in Anspruch, die das Problem in der Betriebsorganisation sah.
Die ‚Betriebsidee‘ sollte auf jeden Fall erhalten bleiben, doch wurden ‚klassische‘ Firmenstrukturen eingeführt: Geschäftsführung, Abteilungsleitung und Aufsichtsrat. Der ‚innovative Kern‘ blieb die Tatsache, dass die Besetzung der Positionen über demokratische Wahlen erfolgte.
„Oktoberdruck ist heute ein Unternehmen, das einerseits, wie alle anderen auch, seine Existenzberechtigung am Markt fortlaufend prüfen muss, andererseits ist es bis heute eine Werkstatt für Zusammenarbeit.“ (2009)

### Technik
Das Konzept von Oktoberdruck war nicht nur auf eine alternative Arbeitsorganisation und neue Umgangsformen angelegt, sondern von Anfang an durch einen bewussten Einsatz von Technik geprägt. Dies begann mit einer „nagelneuen Rotaprint 50-70“ und den aktuellen Maschinen im Mehrfarbendruck bis zu den heute modernen Druckstraßen.

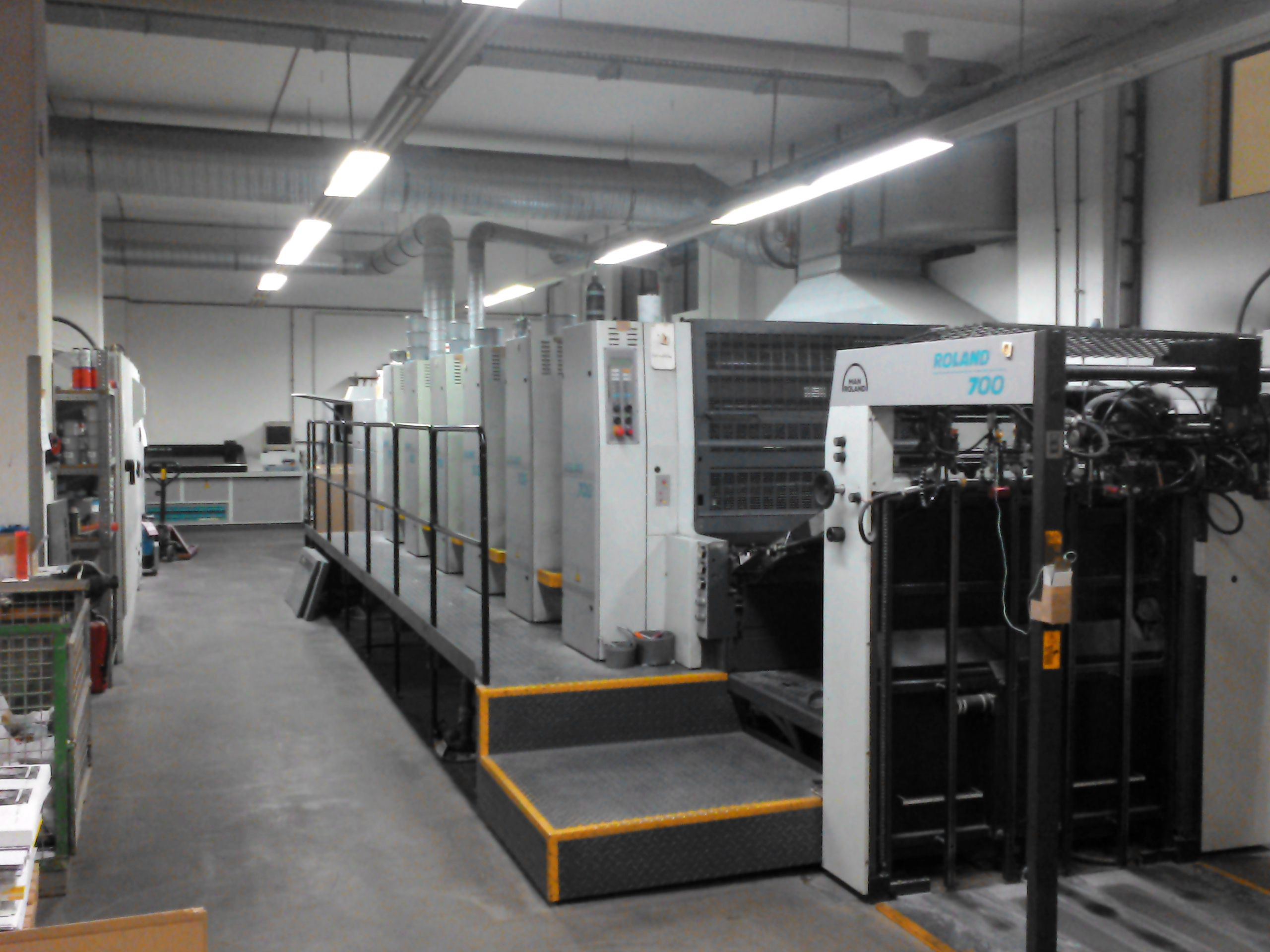
Die Druckerei in der Oberbaum-City, ab 2002

Dass stets neuste Maschinen angeschafft werden konnten, hing bis in die 1990er Jahre in Berlin auch mit den Subventionen zusammen. Die hohe Investitionsbereitschaft von Oktoberdruck bezog sich jedoch nicht nur auf die Produktionsmittel, sondern auch auf die in der Wirtschaft lange als ‚unproduktiv‘ betrachteten ökologischen Neuerungen.
Gedruckt wird heute auf Heidelberg Offset-Maschinen im Format 70 x 100 (Bogenoffset) (Stand: 2021).

### Abwicklung und Umwandlung in eine GmbH
Die Oktoberdruck AG wurde 2017 liquidiert und in eine GmbH umgewandelt. Die Druckerei arbeitet nun, noch immer mit umweltfreundlichem Konzept, im Ostberliner Bezirk Alt-Hohenschönhausen.

## Unternehmensstruktur

### Rechtsform
Nach den ersten sieben Jahren ohne äußere Zwänge (faktisch als GbR) mussten in Folge der ersten Krise Ende der 1990er Jahre die Eigentumsverhältnisse geklärt und Zuständigkeiten differenziert werden. Zum 1. Januar 1980 wurde eine GmbH mit Belegschaftsanteilen gegründet. Nach Gründung der GmbH 1980 und einer „Phase der Konsolidierung“ mit sprunghafter Vergrößerung folgten 1990 erneute interne Spannungen – gelöst durch die Umwidmung in eine Aktiengesellschaft, die in der Hand aktueller und ehemaliger Mitarbeiter blieb.

### Interne Organisation
Die interne Organisation von Oktoberdruck heute, die in einer Betriebsverfassung festgeschrieben wurde, ist Resultat dieser langjährigen Erfahrungen und Auseinandersetzungen.

#### Entscheidungsstrukturen
Auf die ursprüngliche Idee kollektiver Entscheidungen (Konsensprinzip) folgte in den achtziger Jahren die „flache Hierarchie“ durch Wahlen (Basisdemokratie). Intern wurde das Prinzip „1 Person = 1 Stimme“ bis in die Gegenwart festgeschrieben. Für die einer GmbH und später der Aktiengesellschaft obliegenden Entscheidungen wurde und wird die (vorgeschriebene) Stimmverteilung anhand von Anteilen praktiziert: „Nach außen gilt das AG-Recht und die Satzung der Oktoberdruck AG, nach innen die Betriebsverfassung.“
Die Führung wird gewählt und dann vom Aufsichtsrat eingesetzt.
Als Fazit gilt: „Trotz aller Kollektivität gehörte [in der Geschichte der Firma] dazu, dass Einzelne unternehmerische und finanzielle Risiken übernahmen. Diesen Leuten verdankt der Betrieb seinen Fortbestand.“

#### Lohnsystem
In der Gründerzeit zahlte man sich gleiche Löhne oder Beträge ‚nach Möglichkeit‘ aus (Urform des Einheitslohns); in Folge der technischen und organisatorischen Expansion und der damit durch die Spezialisierung bedingten unterschiedlichen Belastung von Mitarbeitern wurden ab den 1980er Jahren verschiedene Stundenlöhne eingeführt – je nach Lage auch ertragsabhängig. Die zunehmende Differenzierung in der Arbeitsorganisation und die Optimierung von Betriebsabläufen (durch EDV und Digitalisierung) ermöglichte es, ab den 1990er Jahren wieder, einen Einheits(stunden)lohn einzuführen:

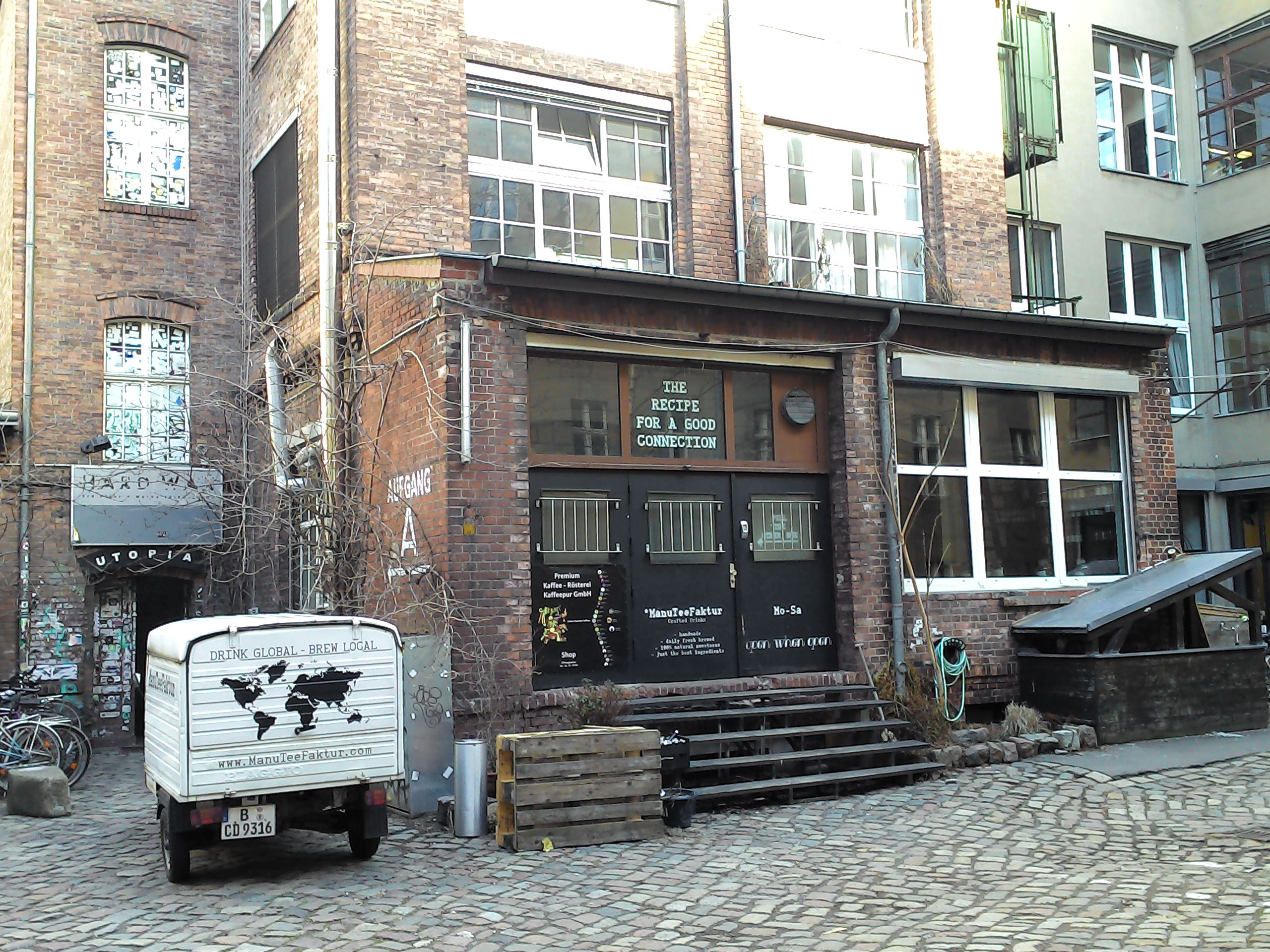
Ehemaliger Firmenstandort in Kreuzberg am Paul-Lincke-Ufer 44a

So bemerkte der Spiegel 1997 verblüfft unter dem Titel „Das Wunder vom Hinterhof“ – es „erfreuen sich die Angestellten über Sozialleistungen, die andere mittelständische Firmen als Luxus empfinden würden: Zum Nettolohn von 2000 Mark für 35 Wochenstunden Arbeit kommen Erschwerniszuschläge, Betriebskindergeld sowie täglich zwei kostenlose Mahlzeiten.“

### Geschäftsbeziehungen
„Eine Unternehmung, die sich nicht an den Regeln der gängigen Betriebswirtschaftslehre orientiert, hat einiges an Reibungspunkten im Geschäftsumgang. Wir brauchen Banken und interessierte Geldgeber, die Bilanzen und Ergebnisse mit uns interpretieren und nicht auf übliche Renditeziele schauen.“
In der Zuarbeit geht es um Hersteller und (Groß)handel, die Qualitätsansprüche bedienen können und Umweltschutz-Aspekte berücksichtigen – auf der anderen Seite steht, „dass wir uns an der Preisdrückerei bei unseren Lieferanten nicht beteiligen.“
Die Lieferantenbeziehungen werden als langfristig und verbindlich bezeichnet (Gemeinwohlbilanz 2012).

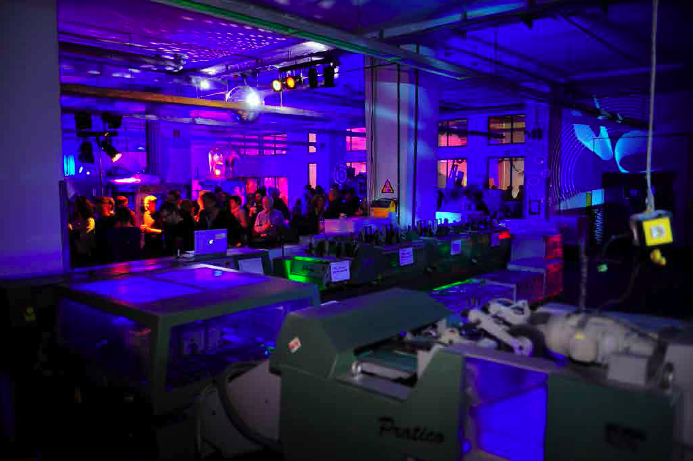
Die neuen Räume bei Festbeleuchtung

Oktoberdruck ‚lebt‘ von anspruchsvollen Kunden, die neben Qualitätsmerkmalen in Produkt und Produktion die Beratung und Unterstützung im Herstellungsprozess schätzen oder ihre Drucksachen vor Ort begleiten möchten: So kommt es vor, dass „Kunden durchaus mehrmals kommen und gemeinsam mit den Mitarbeitern feilen, bis das richtige Papier, die richtigen Farbtöne gefunden sind, die Bildbearbeitung sitzt und dann beim Ausdruck noch die letzten Farbbalancen justiert werden.“

## Gesellschaftliche Ziele
Die Gründer von Oktoberdruck unterstützten in den 1970/1980er Jahren generell die unabhängigen politischen Gruppen und Initiativen und verstanden sich selbst als Teil der Bewegung. Die Themen waren vielfältig, doch war es die Gefährdung der Natur, die sich als dauerhafter Aktivposten erhielt.

### Ökologische Ausrichtung
Bis Anfang der 1970er Jahre existierte weltweit kein ‚Umweltbewusstsein‘. Dies änderte sich durchaus schockartig durch die Veröffentlichung der Studie „Die Grenzen des Wachstums“ (1972) einer internationalen Wissenschaftlergesellschaft (Club of Rome), die die Jugend der 1970er Jahre stark beeinflusste und auch ein Hintergrund der Aktivitäten der Alternativbewegung darstellte. Konsequenz waren auch Ideen von Selbstorganisation und Dezentralisierung – zudem Recycling und Wachstumsneutralität.
Bei Oktoberdruck ist Umsetzung und Erhalt dieser Ziele Erfolg der gesamten Belegschaft und mit der Erneuerung der Umwelterklärung 2016 (EMAS) auch aktuell dokumentiert.

### Wachstumsneutralität
In den Krisen der Firma liegen genügend eigene Erfahrungen vor, um neben der prinzipiellen Ablehnung des „Wachstumsirrwitz“ als allgemeines Wirtschafts- oder gar „Weltmodells“ auch die Probleme für betriebliche Größenordnungen einschätzen zu können: „Es gab Zeiten, in denen über 40 Personen arbeiteten. Das habe nicht gut funktioniert und war organisatorisch eher schwierig, heißt es bei der Firma. So habe die Vergrößerung zu stärkerer Arbeitsteilung und Hierarchien geführt. ‚Das hat letztendlich unsere zentralen Werte gefährdet‘, erklärt Martina Fuchs-Buschbeck, Mitglied des Aufsichtsrats.“ Wachstum gilt für qualitatives Handeln.

### Gemeinwohlökonomie
Eine Zusammenfassung der Werte, die sich auf das gesellschaftliche Miteinander und die ökonomischen Aspekte bezieht, steht mit der Gemeinwohlökonomie am Anfang:
„Der Europäische Wirtschafts- und Sozialausschuss nahm 2015 eine Initiativstellungnahme zur Gemeinwohl-Ökonomie mit 86 Prozent Stimmenmehrheit an und erachtet das Modell als geeignet, in den Rechtsrahmen der EU eingebunden zu werden.“
Gemeinwohl-Bilanzen, die Unternehmen erstellen können, berücksichtigen dabei fünf Kategorien: „Menschenwürde, Solidarität, ökologische Nachhaltigkeit, soziale Gerechtigkeit sowie demokratische Mitbestimmung und Transparenz.“ Oktoberdruck gehört in Berlin zu den ersten Unternehmen, die eine Gemeinwohlbilanz erstellen.

### Veranstaltungen („Salon“)
„Salonveranstaltungen für Kunden, Führungen mit Gruppen und einzelne Praktika, sowie Kundenberatungen gehören zu den regelmäßigen Maßnahmen.“ (Dokumentation zu EMAS 2016). Eine Verlagerung des Standortes ist Thema. (Treffen Medien und Mitarbeiter zur EMAS-Revalidierung, 18. Juli 2016). Status 2016: Reduzierung des Auftragsvolumen bei gleichbleibender Anzahl der Mitarbeiter.

### Engagement im Umfeld
Im Laufe der Betriebsgeschichte unterstützte Oktoberdruck eine Vielzahl von Initiativen, Gruppen, Vereine und deren Vorhaben – ‚klassisch‘ durch Produkte zum „Selbstkostenpreis“ – später Projekte, vor allem im Umfeld in SO 36 und heute „im Rudolfkiez nebenan und aus Tradition in Kreuzberg.“

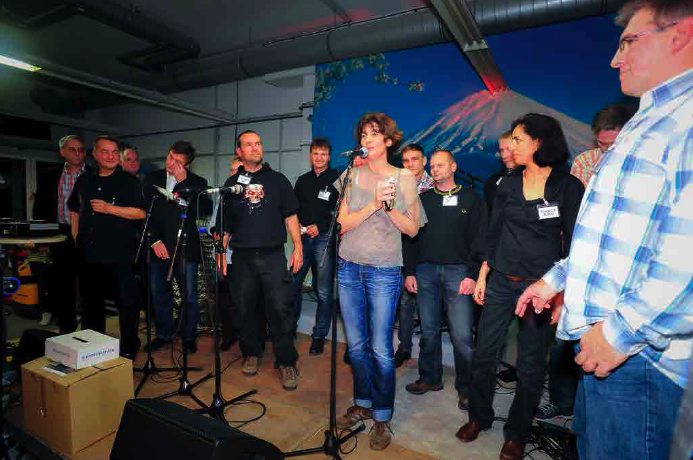
Die Oktoberdrucker feiern das 40-jährige Jubiläum, 2013

- Das zweite Seminar für Gründerinnen von netz-intakt fand am 15. Mai 2004 bei Oktoberdruck statt.[21]
- Partnerschaft Borsig-Oberschule und Oktoberdruck im IHK-Projekt „Partnerschaft Schule – Betrieb“.[22]
- Bis 2011 Sponsoring des Berliner Umweltpreis des BUND (Bund für Umwelt und Naturschutz) mit Druckwaren.

Mit all dem „geht Oktoberdruck üblicherweise nicht hausieren“ sagt Geschäftsführerin Martina Fuchs-Buschbeck im Gespräch mit Werben&Verkaufen: „Bekannt dafür sind wir trotzdem.“

## Auswirkungen
Obwohl die Masse der Alternativprojekte aus verschiedenen Gründen wieder verschwanden, wird ihnen heute eine erhebliche Auswirkung auf Politik, Wirtschaft und Gesellschaft attestiert:
Der Versuch, „eine Balance zwischen individuellen Bedürfnissen, politischen Zielen und ökonomischen Notwendigkeiten zu postulieren und diese Balance stets von Neuem auszutarieren, antizipierte die Autonomisierungs-, Responsibilisierungs- und Nachhaltigkeitsprogramme, die spätestens seit den 1990er Jahren in alle Poren der Gesellschaft vorgedrungen sind.“
Der aktuelle Kommentar eines Autors (2011): „‚Andauernde Unsicherheit ertragen zu lernen ohne in autoritäre Muster zu verfallen‘: Das hat Alexander Mitscherlich schon vor 40 Jahren zum unerlässlichen Bildungsziel für die moderne Gesellschaft erklärt.“

## Auszeichnungen und Zertifikate

Logo des EMAS

- 1995 (EMAS) Eco Management and Audit Scheme, auch: EU-Öko-Audit oder Öko-Audit. Erneuerung (Revalidierung) 2016.
- Zertifizierter Partner des Forest Stewardship Council (FSC). (Zertifizierung von Waldprodukten).
- Partner Gemeinwohlökonomie.
- 2008 Beste KMU-Umwelterklärung. Verliehen vom Institut für ökologische Wirtschaftsforschung (IÖW).
- 2012 Berliner Umweltpreis des Bund für Natur und Umweltschutz (BUND).